# Parornix inusitatumella
Parornix inusitatumella là một loài bướm đêm thuộc họ Gracillariidae. Nó được tìm thấy ở Québec và Hoa Kỳ (Kentucky, Ohio, Maine và Michigan).
Ấu trùng ăn Crataegus species (bao gồm Crataegus calpodendron, Crataegus mollis, Crataegus parvifolia và Crataegus tomentosa). Chúng ăn lá nơi chúng làm tổ.